# Ристо Тошовић
Ристо Тошовић (Фоча, 23. март 1923 — 1986) био је члан СКОЈ-а, борац, комесар чете, члан Покрајинског комитета СКОЈ-а за БиХ, члан централног вијећа Народне омладине Југославије, есејиста, носилац Споменице, пјесник.

## Биографија
Рођен је 23. марта 1923. године у Фочи. Школовао се у Фочи и Сарајеву. Ту приступа напредном омладинском покрету. Члан СКОЈ-а од 1938, Тошовић с првим данима рата одлази у партизане. Његове ратне функције су: борац, затим комесар чете, па члан Покрајинског комитета СКОЈ-а за Босну и Херцеговину и члан Централног вијећа Народне омладине Југославије.
У рату почиње и да пише. Прве стихове објављује у зидним новинама и бригадним и омладинским листовима. 1949. године, с преласком у Београд долази на чело књижевног часописа Младост који је одиграо видну улогу у афирмацији нове генерације југословенских писаца, чији је Тошовић један од најистакнутијих припадника. Једно вријеме је и генерални секретар Савеза књижевника Југославије, као и главни уредник Књижевних новина, да би затим уређивао Политику, односно НИН, на чијем челу је стајао од 1963. до 1968. године.
Штампане у више антологија и зборника, поједине пјесме Ристе Тошовића преведене су на више страних језика: енглески, француски, њемачки, италијански, мађарски, пољски, руски, румунски и албански. Поред других одликовања, Ристо Тошовић је и носилац Споменице 1941.
Умро је 1986. године и сахрањен у Алеји заслужних грађана на Новом гробљу у Београду.